# Сольфеджио
Сольфе́джио (итал. solfeggio от названия нот «соль» и «фа») — многозначный музыкальный термин, означающий:
- учебную дисциплину, предназначенную для развития музыкального слуха и музыкальной памяти, включающую сольфеджирование (сольмизацию), музыкальный диктант, анализ на слух[1];
- сборники упражнений для одно- или многоголосного сольфеджирования или анализа на слух[источник не указан 5390 дней];
- специальные вокальные упражнения для развития голоса, называемые также вокализами[1].

Согласно Энциклопедическому словарю Брокгауза и Ефрона, сольфеджио — начальные вокальные упражнения в чтении нот без текста. При пении мелодии сольфеджио каждая её нота называется. Сольфеджио как упражнения располагаются в сборнике с постепенным переходом от более лёгких к более трудным. Сольфеджио пишутся во всех мажорных и минорных тональностях и во всех ключах для разных голосов, как женских, так и мужских. Преимущественно пишутся сольфеджио одноголосные, но бывают двух- и трёхголосные, цель которых состоит в приучении поющего петь самостоятельно свою партию, не сбиваясь вследствие исполнения остальных партий другими голосами. В консерваториях на сольфеджио обращается особое внимание как на вернейший способ развития слуха и способности быстро и без ошибок читать музыкальную нотацию.

## Программное обеспечение
- GNU Solfege
- EarMaster
- E-musica